# Liparis florae
Liparis florae es un pez caracol marino del género Liparis. Fue descrito por primera vez como Neoliparis florae por Jordan y Starks en 1895 y se encuentra entre Alaska y California.